# HMS D8
Pour les articles homonymes, voir D8 (homonymie).
Le HMS D8 est l’un des huit sous-marins britanniques de classe D construits pour la Royal Navy au cours de la première décennie du XXe siècle.

## Conception
Les sous-marins de la classe D ont été conçus comme des versions améliorées et agrandies de la classe C précédente, les moteurs Diesel remplaçant les moteurs à essence dangereux utilisés précédemment. Les sous-marins avaient une longueur totale de 49,7 m, un maître-bau de 6,2 m et un tirant d'eau moyen de 3,2 m. Leur déplacement était de 491 tonnes en surface et 605 tonnes en immersion. Les sous-marins de classe D avaient un équipage de 25 hommes, officiers inclus. Ils et ont été les premiers à adopter des ballasts de type dit saddle tank car ils étaient disposés par paires à l’extérieur de la coque épaisse, un de chaque côté, comme les sacoches d’une selle de cheval.
Pour la navigation en surface, ces navires étaient propulsés par deux moteurs Diesel de 600 chevaux-vapeur (447 kW), chacun entraînant un  arbre d'hélice. En immersion, chaque hélice était entraînée par un moteur électrique de 275 chevaux (205 kW). Ces navires pouvaient atteindre la vitesse 14 nœuds (26 km/h) en surface et 9 nœuds (17 km/h) sous l’eau. En surface, la classe D avait un rayon d'action de 2500 milles marins (4600 km) à une vitesse de croisière de 10 nœuds (19 km/h).
Les navires étaient armés de trois tubes lance-torpilles de 18 pouces (457 mm), deux à l’avant et un à l’arrière. Ils emportaient une torpille de rechargement pour chaque tube, soit un total de six torpilles.

## Engagements
Le HMS D8 a été construit par l’arsenal de Chatham Dockyard. Sa quille fut posée le 14 février 1910. Il a été lancé le 23 septembre 1911 et mis en service le 23 mars 1912. Le D8 a combattu lors de la bataille de la baie de Heligoland le 28 août 1914 avec ses sister-ships HMS D2 et D3. Le 18 octobre 1914, le D8 a suivi le navire-hôpital allemand Ophelia, qui fut considéré comme faisant de l’espionnage et interné. Le D8 fut vendu le 19 décembre 1921 à H. G. Pound.